# Tiles of the Dragon
Tiles of the Dragon — игра пасьянс маджонг для DOS, разработанная id Software и изданная Softdisk в 1993 году. из одиннадцати игр, созданных id Software для Softdisk, которые заплатили за неё 5000 долларов в рамках контрактных обязательств id Software перед ними. «Tiles of the Dragon» позже был включён Softdisk как часть «The Lost Game Collection of the ID Software».

## Игровой процесс
Как и в самом пасьянсе Маджонг, цель игры состоит в том, чтобы убрать с доски как можно больше фишек. Можно выбрать две плитки, которые находятся сверху, и любые совпадающие пары будут удалены с доски. В игре есть два режима: одиночный и турнирный. Турнирный режим имеет ограничение по времени для повышенной сложности.

## Разработка
Tiles of the Dragon был создан как клон маджонга, чтобы дать id Software больше времени для продолжения своих собственных проектов.